# Geopark
Geopark je jedinstveno područje sa izraženom geološkom baštinom te strategijom za održivi razvoj i promociju te baštine na dobrobit lokalne zajednice. Postoje globalni geoparkovi i nacionalni geoparkovi.
UNESCO-va definicija globalnog geoparka je jedinstveno područje s geološkom baštinom od međunarodnog značaja. Mnogi geoparkovi podstiču svest o geološkim opasnostima, uključujući vulkane, zemljotrese i cunamije, a mnogi pomažu u pripremi strategija ublažavanja katastrofa s lokalnim zajednicama. Geoparkovi obuhvataju zapise o prošlim klimatskim promenama i pokazatelji su trenutnih klimatskih promena, kao i „najbolje prakse” u korištenju obnovljivih izvora energije, održivom korištenju i potrebi za prirodnim resursima, i primene najboljih standarda „ekološkog turizma” uz poštovanje okoline i celovitosti okruženja.
Geoparkovi nisu zakonodavna oznaka iako su ključna mesta baštine unutar geoparka često zaštićena lokalnim, regionalnim ili nacionalnim zakonodavstvom. Multidisciplinarna priroda koncepta geoparka i promocije turizma u geoparkovima razlikuje se od ostalih modela održivog turizma.

## Globalna mreža Geoparkova
Globalna mreža Geoparkova je inicijativa unutar UNESCO-a čiji je cilj prepoznavanje geografskih područja od važnog interesa za geonauku. Globalna mreža Geoparkova potiče promicanje vrednosti geoloških spomenika i stvaranje novih radnih mesta. 17. Decembra 2015. godine 195 članica UNESCO-a ratifikovalo je stvaranje nove oznake - UNESCO svetski geoparkovi.